# Íbex-dos-pirenéus
O íbex-dos-pirenéus (Capra pyrenaica pyrenaica) era uma das duas subespécies extintas de íbex-ibérico. A subespécie era antes encontrada nos Pirenéus em França e Espanha e em regiões ao redor, incluindo o País Basco, Navarra, e norte da Catalunha. Há poucas centenas de anos eram numerosos, mas por volta de 1900 o seu número estava reduzido a menos de 100 exemplares. A partir de 1910, o número deles nunca ultrapassou os quarenta exemplares, e a espécie era encontrada apenas em uma pequena parte do Parque Nacional de Ordesa e Monte Perdido, na província de Huesca.
O último animal chamado Célia foi morto por uma árvore no Parque Natural de Ordesa em Espanha em Janeiro de 2000. A espécie passou a ser "inextinta" por um período de apenas 7 minutos quando uma fêmea clonada nasceu viva em julho de 2003, morrendo devido a uma falha nos pulmões.